# QEMSCAN
QEMSCAN est le nom d'un système d'acquisition de données minéralogiques et pétrographiques développé par la compagnie FEI (filiale de Thermo Fisher Scientific). QEMSCAN est l'abréviation de Quantitative Evaluation of Minerals by SCANning electron microscope (littéralement : évaluation quantitative de minéraux par microscope électronique à balayage).

## Description
L'appareil fonctionne grâce au couplage entre un microscope électronique à balayage (MEB) et un système d'acquisition automatisé. L'opérateur de la machine définit un pas en fonction de la taille des grains des échantillons étudiés et une durée pendant laquelle l'analyse va être effectuée, La machine va ensuite faire une mesure de la composition chimique du minéral (via le MEB) et en déduire sa nature en commençant par le milieu de la lame mine. Elle se déplace ensuite du pas défini et effectue une nouvelle mesure et ainsi de suite en suivant un itinéraire en spirale autour du centre de la lame. 
Le QEMSCAN utilise une plate-forme de microscopie électronique à balayage classique avec une source de faisceau d'électrons combinée à quatre spectromètres à rayons X à dispersion d'énergie (EDS). Les mesures des spectres d'émission de rayons X secondaires induits par les électrons et rétrodiffusés sont utilisées pour classer la minéralogie des échantillons. Différentes informations quantitatives peuvent être obtenues, notamment la distribution, la composition et l'angularité des minéraux, ainsi que la structure, la distribution, la texture et la porosité des matériaux. 
L'analyse s'arrête si le temps paramétré par l'opérateur est épuisé ou si l'intégralité de la lame a été scannée (pour un grès fin et une lame de 2 × 3 cm, de 6 à 12 heures pour une résolution optimale)  Chaque point de mesure devient un pixel d'un fichier matriciel (raster) qui forme ensuite une carte minéralogique de la lame mince (voir figure ci-contre).

## Utilisation
Des méthodologies d'évaluation basées sur l'utilisation de QEMSCAN ont notamment servies à identifier et caractériser des complexes aurifères et des gisements de zinc. 
La technologie a également été utilisée pour la caractérisation des fractures de réservoirs hydrothermaux.